# IAR 80
IAR 80 là một mẫu máy bay tiêm kích và cường kích do România phát triển, loại máy bay này được sử dụng trong Chiến tranh Thế giới II. Sau khi thực hiện chuyến bay đầu tiên vào năm 1939, nó đã được so sánh với các loại máy bay hiện đại như Messerschmitt Bf 109E của Đức, Hawker Hurricane Mk.I của Anh, Curtiss P-40B/Tomahawk Mk.I của Mỹ, vượt trội so với loại Fokker D.XXI của Hà Lan và loại PZL P.24 của Ba Lan. Tuy nhiên, các vấn đề sản xuất và thiếu trang bị vũ khí nên IAR 80 bị hoãn trang bị cho đến tận năm 1941. Nó vẫn được trang bị cho các đơn vị ở tiền tuyến đến tận năm 1944.

## Quốc gia sử dụng
România
- Không quân Hoàng gia Romania
- Không quân Romania – sau chiến tranh.

## Tính năng kỹ chiến thuật (IAR.80)
IAR 80/81

### Đặc điểm riêng
- Tổ lái: 1
- Chiều dài: 8,9 m (29 ft 2 in)
- Sải cánh: 10,52 m (34 ft 6 in)
- Chiều cao: 3,6 m (11 ft 10 in)
- Diện tích cánh: 16 m² (172,16 ft²)
- Trọng lượng rỗng: 1.780 kg (3.924 lb)
- Trọng lượng cất cánh tối đa: 2.250 kg (4.960 lb)
- Động cơ: 1 × IAR K.14-IV C32, 716 kW (960 hp)

### Hiệu suất bay
- Vận tốc cực đại: 560 km/h
- Tầm bay: 940 km (507 nm, 580 mi)
- Trần bay: 10.500 m (34.500 ft)

### Vũ khí
- 4 khẩu FN (Browning) 7,92 mm